# Gyrtona cristipennis
Gyrtona cristipennis là một loài bướm đêm trong họ Noctuidae.